# مانفرد شلشید
مانفرد شلشید (انگلیسی: Manfred Schellscheidt؛ زادهٔ ۱۷ ژانویهٔ ۱۹۴۱) بازیکن فوتبال اهل ایالات متحده آمریکا است.

## باشگاهی
از باشگاه‌هایی که در آن بازی کرده‌است می‌توان به باشگاه فوتبال اس‌سی فورتونا کلن اشاره کرد.